# Porphyrophora bolivari
Porphyrophora bolivari är en insektsart som först beskrevs av Alfred Serge Balachowsky 1935.  Porphyrophora bolivari ingår i släktet Porphyrophora och familjen pärlsköldlöss.
Artens utbredningsområde är Spanien. Inga underarter finns listade i Catalogue of Life.